# Luxemburgischer Eishockeypokal
Der Luxemburgische Eishockeypokal ist der nationale Pokalwettbewerb Luxemburgs im Eishockey, der seit der Saison 2010/11 auch dem Namen Alter Domus Cup trägt. Rekordsieger ist Tornado Luxembourg mit insgesamt zwölf Titeln. Im Gegensatz zur Meisterschaft durften am Pokal bis 2003 auch Amateur- und Juniorenteams aus dem benachbarten Ausland teilnehmen.

## Bisherige Titelträger
- 1994: Tornado Luxembourg
- 1995: Chiefs Leuven
- 1996: Tornado Luxembourg
- 1997: Tornado Luxembourg
- 1998: Chiefs Leuven
- 1999: Tornado Luxembourg
- 2000: Galaxians d’Amnéville II
- 2001: Galaxians d’Amnéville II
- 2002: EHC Zweibrücken II
- 2003: Tornado Luxembourg
- 2004–2006: nicht ausgetragen
- 2007: Tornado Luxembourg
- 2008–2010: nicht ausgetragen
- 2011: Lokomotive Luxembourg
- 2013: Tornado Luxembourg
- 2014: Tornado Luxembourg
- 2015: Tornado Luxembourg
- 2016: Tornado Luxembourg
- 2017: Tornado Luxembourg
- 2018: nicht ausgetragen